# Ciclo Atkinson

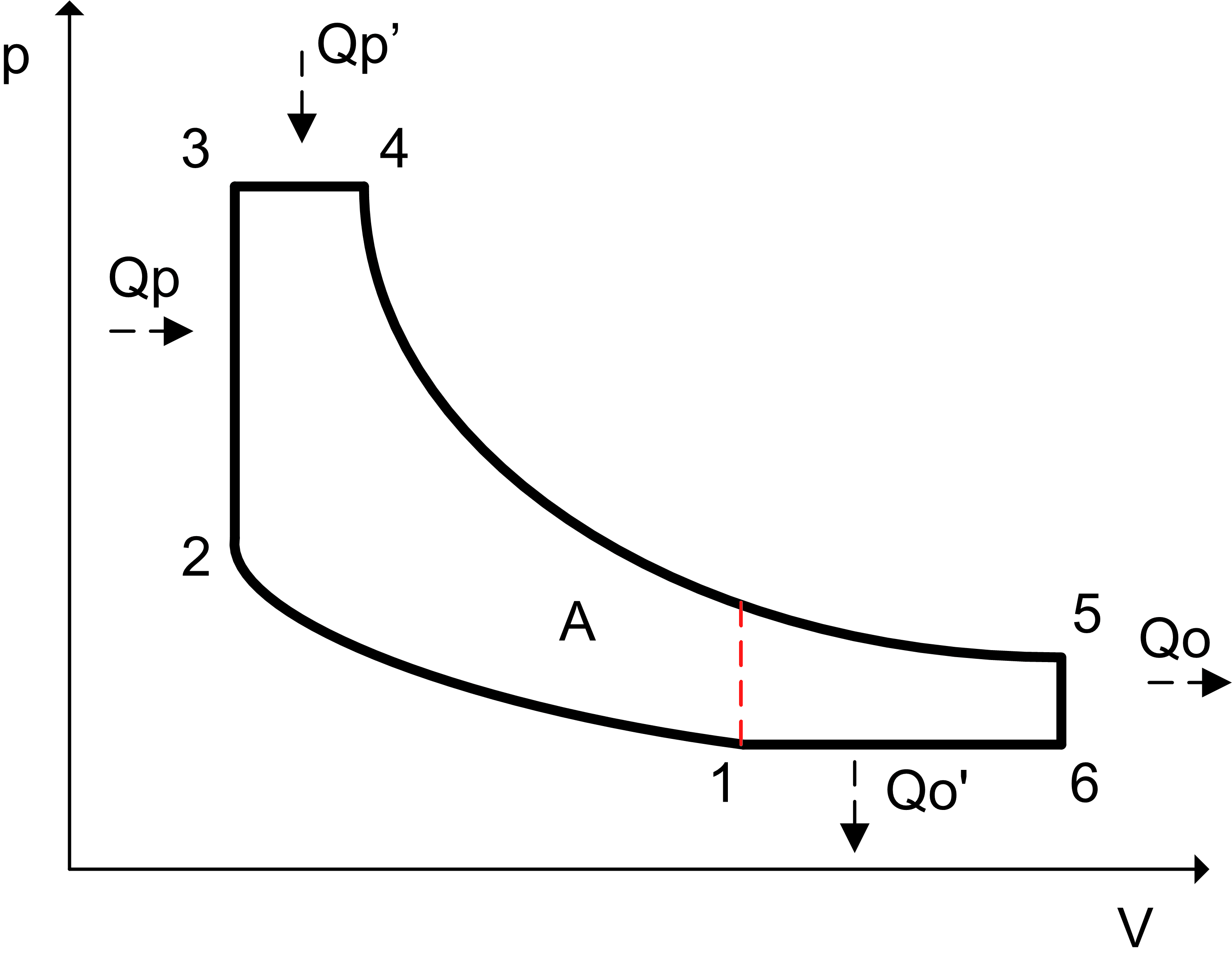
Ciclo Atkinson

Il motore a ciclo Atkinson è un tipo di motore alternativo a combustione interna inventato da James Atkinson nel 1882. È, in pratica, un comune motore a ciclo Otto, ma dotato di un manovellismo dell'albero motore modificato in modo da ottenere una maggiore efficienza, a spese, tuttavia, di una diminuzione della potenza. L'obiettivo era di competere col ciclo Otto senza violarne alcun brevetto.

## Caratteristiche

Animazione

Nella sua versione originaria, il ciclo Atkinson richiede una sola rotazione dell'albero motore per completare un ciclo di funzionamento, pur mantenendo inalterate le fasi del motore a ciclo Otto: aspirazione, compressione, espansione (fase utile) e scarico. Però, grazie a una particolare geometria del manovellismo, la corsa di espansione è maggiore di quella di compressione, il che consente così al motore di avere un maggior rendimento rispetto al ciclo Otto.

### Ciclo Miller
Oggi il termine "ciclo Atkinson" viene erroneamente usato per descrivere un normale motore a ciclo Otto in cui differenti corse di compressione e di espansione sono ottenute agendo sui tempi di apertura/chiusura delle valvole di aspirazione: si tratta, invece, di un'implementazione è correttamente descritta dal ciclo Miller.
Nel ciclo Miller, mantenendo la valvola di aspirazione aperta per un angolo di rotazione maggiore del normale, oppure attraverso una chiusura anticipata della stessa valvola durante la fase di aspirazione, si ottiene l'effetto di un reflusso dell'aria aspirata verso il condotto di aspirazione. In ambedue i casi, l'effetto è quello di ridurre il riempimento del cilindro e quindi il rapporto volumetrico di compressione, pur mantenendo inalterata la corsa. Quindi la corsa di espansione risulta maggiore di quella "effettiva" di compressione, e ciò comporta minore pressione e minore temperatura dei gas combusti al termine della fase di espansione: di conseguenza, in teoria, una maggiore quantità di calore viene convertita in lavoro meccanico.

## Motore rotativo Atkinson
Il ciclo Atkinson può essere applicato anche ai motori rotativi, con conseguente aumento sia di potenza sia di efficienza rispetto al ciclo Otto. Questo tipo di motore conserva una fase attiva per giro dell'albero motore, insieme alla diversa compressione e l'espansione dei volumi del ciclo Atkinson originario. I gas di scarico vengono espulsi dal motore tramite aria compressa, questa modifica del ciclo Atkinson consente l'uso di carburanti alternativi come idrogeno e gasolio.

## Uso
Molto spesso questo ciclo viene confuso con il ciclo Miller che richiede solo una variazione della fasatura d'alimentazione, mentre il ciclo Atkinson necessita di una struttura del manovellismo particolare; per questo, molti veicoli ibridi come la Honda Jazz 2013 e la Ford Escape (trazione anteriore e 4WD), che usano un motore a ciclo Miller, vengono confusi con motori Atkinson. Infatti, in tutti i casi è un comune motore a quattro tempi con la valvola d'aspirazione a chiusura ritardata. 
Invece le auto ibride Toyota e Lexus utilizzano un motore a ciclo Atkinson propriamente detto. 
Vi sono anche veicoli non ibridi dotati di motori a ciclo Otto che possono funzionare secondo il ciclo Miller, sempre confuso per ciclo Atkinson, agendo sulla fasi di apertura/chiusura delle valvole di aspirazione, consentendo così al motore sia di avere una maggiore efficienza mentre funziona a ciclo Miller, sia di sviluppare la potenza massima mentre funziona a ciclo Otto. Un esempio di questa possibilità è dato dai motori a benzina Mazda della serie Skyactiv.